# Johann Jakob Übelin
Johann Jakob Übelin, auch Johann Jacob Uebelin (* 1793 in Basel; † 1873 ebenda), war ein Schweizer evangelischer Theologe, Diakon, Chronist, Zeichner, Botaniker und Autor.

## Leben und Werk

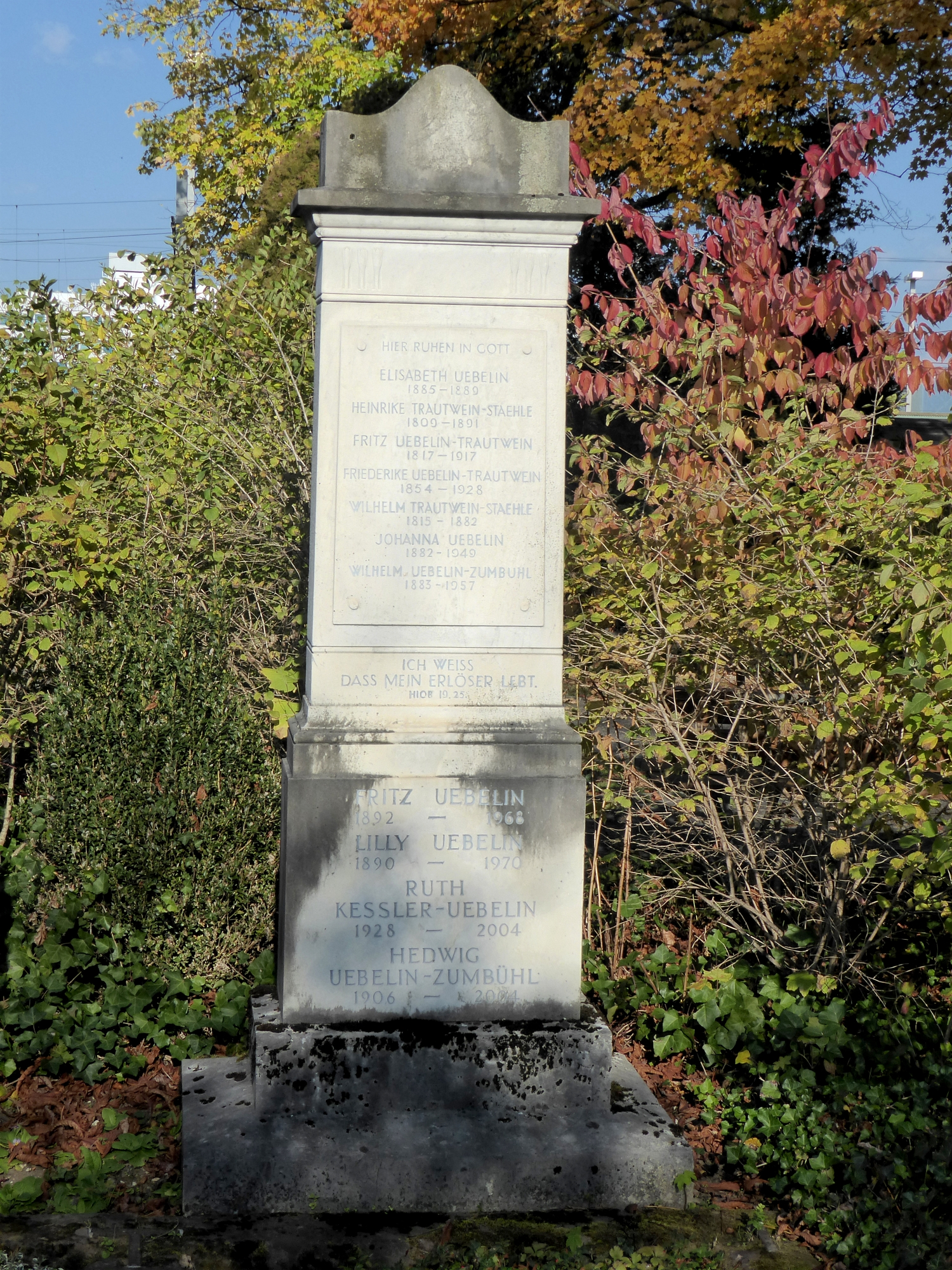
Familiengrab auf dem Wolfgottesacker in Basel

Johann Jakob Übelin war der zweite Sohn des Perückenmachers Johann Friedrich Übelin (1754–1818) und der Maria Magdalena, geborene Beck (1760–1794). Er besuchte die Knabenerziehungsanstalt der Brüdergemeinde in Neuwied und studierte anschliessend in Basel Theologie. Nach seiner Ordination unterrichtete er zwei Jahre als Hauslehrer. Anschliessend war er 27 Jahre lang in Basel als Diakon für die Theodorskirche und von 1845 bis 1867 als Bauschreiber tätig. Übelin war ein begabter Zeichner und Botaniker sowie ein unermüdlicher Chronist und Sammler von Anekdoten.
Übelin heiratete 1818 Margaretha, geborene Brenner (1798–1840), mit der er acht Kinder hatte. 1846 heiratete Übelin Heinrike Rosine, geborene Trautwein (1813–1894), mit ihr hatte er einen Sohn. Mit den beiden Enkeln Wilhelm (1883–1957) und Fritz Übelin (1892–1968), beide Mediziner, erlosch das alte Basler Bürgergeschlecht im Mannesstamme.
Übelins Nachlass befindet sich im Staatsarchiv Basel-Stadt.